# دانيال نيوتن
دانيال نيوتن (14 ديسمبر 1990 بوستمنستر في المملكة المتحدة - ) (بالإنجليزية: Daniel Newton)‏ هو لاعب كريكت بريطاني. لعب مع Durham University Centre of Cricketing Excellence ‏.

## وصلات خارجية
- دانيال نيوتن على موقع إي آس بي آن كريك إنفو (الإنجليزية)